# IC 4878
IC 4878 — галактика типу S (спіральна галактика) у сузір'ї Павич.
Цей об'єкт міститься в оригінальній редакції індексного каталогу.